# McCarthy (település)
McCarthy elnéptelenedett település az Egyesült Államokban, Alaszkában, a Copper River népszámlálási körzetben. A Wrangell-St. Elias Nemzeti Park és Rezervátum területén fekszik. Lakossága a 2010-es népszámláláskor 28 fő volt, szemben a 2000-es 42 fővel. A 2020-as népszámlálás idejére elnéptelenedett.

## Története
Az atabaszkok évszázadokon át vadásztak McCarthy területén. Nikolai törzsfőnöknek és atabaszk őslakosokból álló csapatának nyári tábora volt a McCarthytól 15 mérföldre keletre fekvő Dan Creeknél, ahol rézrögöket gyűjtöttek a Dan Creekből. Állandó táboruk a Copper folyónál, Taral falu közelében volt, Chitina környékén, ahol lazacot halásztak.
A Kennicott-gleccser és McCarthy Creek között 1900-ban rézre bukkantak, ami után létrehozták a Kennicott-bányát, a Kennecott Mining Companyt és Kennecott városát. Egy elírási hiba miatt a vállalat és a város a Kennicott helyett a Kennecott nevet használta. A helyes Kennicott alak a város alatti völgyben található Kennicott-gleccserre utal. A gleccsert Robert Kennicottról, az 1800-as évek közepén Alaszkát felfedező természettudósról nevezték el. A McCarthy településnév James McCarthy környékbeli aranyásótól ered, aki lovat és ellátmányt kölcsönzött a küldetését itt teljesítő Oscar Rohn hadnagynak.
Kennecottban tilos volt az alkoholtartalmú italok fogyasztása és a prostitúció. A szomszédos McCarthy lett az a hely, ahol a vállalat városában nem elérhető illegális szolgáltatásokat meg lehetett kapni. Hamarosan regionálisan jelentős várossá nőtte ki magát, ahol volt tornaterem, kórház, iskola, bár és bordélyház. A Copper River and Northwestern Railway 1911-ben érte el McCarthyt.
1938-ra a rézlelőhelyek nagyrészt kimerültek, és a város szinte teljesen elnéptelenedett. A vasút még abban az évben megszüntette a szolgáltatását. A bányából 30 éves működése alatt 200 millió amerikai dollár értékű ércet termeltek ki; egy ponton ez volt a világ leggazdagabb rézérclelőhelye

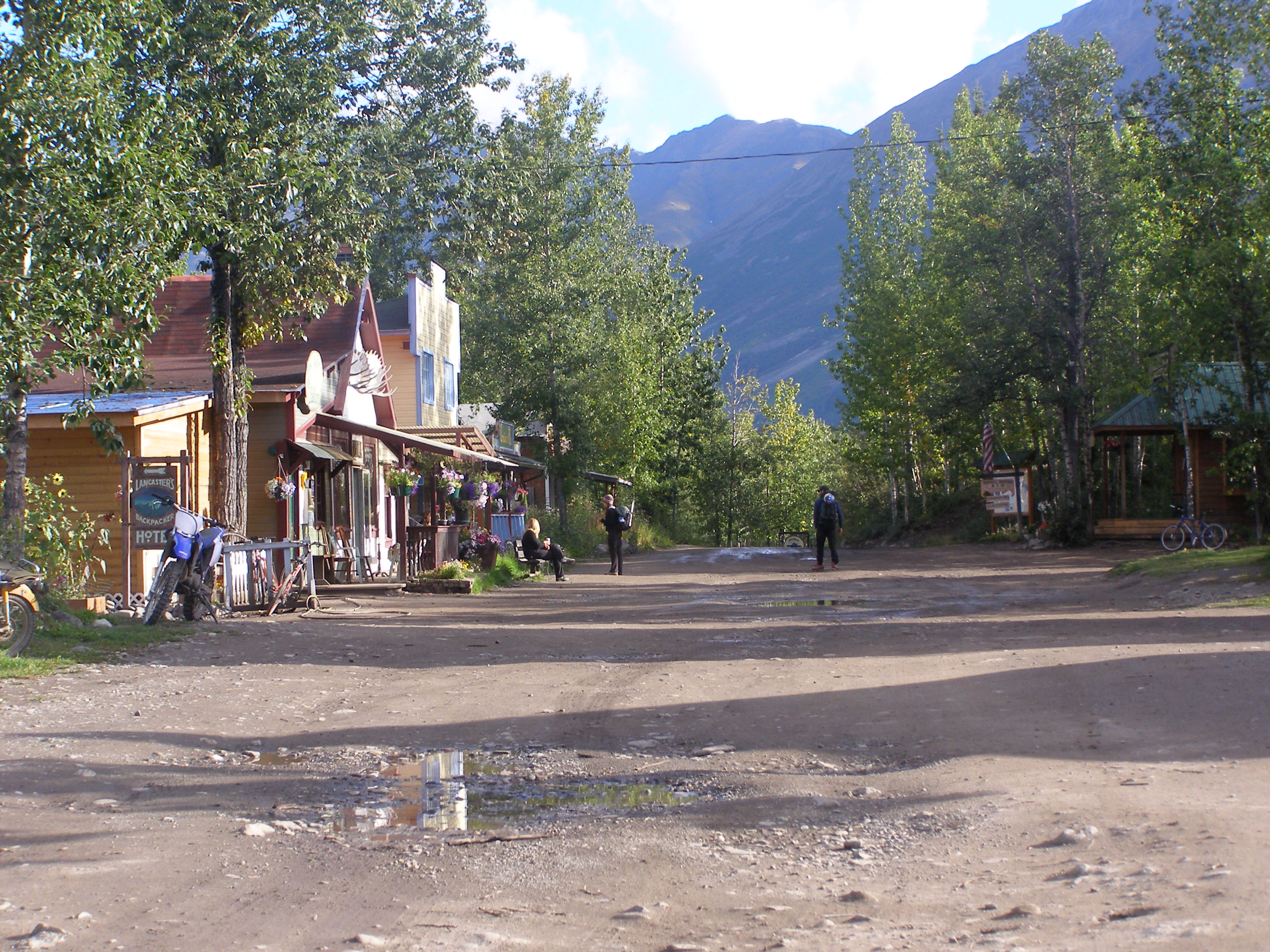
McCarthy főutcája 2008-ban

McCarthy és a Kennecott lakossága szinte nullára csökkent egészen az 1970-es évekre, de ekkor a környék többeket is elkezdett vonzani azon fiatalok közül, akik kalandvágyból és a Trans Alaska Pipeline olajvezeték-hálózat által kínált magas fizetésekért jöttek Alaszkába az 1970-es években. A '80-as években, miután a területet Wrangell-St. Elias Nemzeti Parkká nyilvánították (1980), a kalandvágyó turisták is felfedezték a környéket. A gyér helyi lakosság különféle turisztikai szolgáltatásokat kezdett nyújtani. McCarthy területén 1953-től a 2010-es évekig mindig élt legalább egy család.
A régi bányaépületek, a műtárgyak és a színes történelem vonzza a látogatókat a nyári hónapokban. Ennek hátulütője, hogy Kennecott és McCarthy területe az Egyesült Államok legveszélyeztetettebb műemlékei közé tartozik a National Trust for Historic Places nevű műemlékvédelmi alapítvány szerint. A régi épületek sürgősségi stabilizálása már megtörtént, és továbbiakra is szükség lesz.
McCarthy szerepelt a 2014-ben bemutatott Edge of Alaska című tévéműsorban a Discovery Channelen, azonban a műsor vitákat váltott ki, mivel sok városlakó úgy érezte, hogy a várost rossz színben tüntették fel.

## Fordítás
Ez a szócikk részben vagy egészben  a   McCarthy, Alaska című angol Wikipédia-szócikk fordításán alapul.  Az eredeti cikk szerkesztőit annak laptörténete sorolja fel. Ez a jelzés csupán a megfogalmazás eredetét és a szerzői jogokat jelzi, nem szolgál a cikkben szereplő információk forrásmegjelöléseként.